# Pakistan Petroleum
Pakistan Petroleum Limited (PPL) é uma companhia petrolífera estatal do Paquistão.

## História
A companhia foi estabelecida em 1950.